# Kongregace Milosrdných sester svatého Karla Boromejského

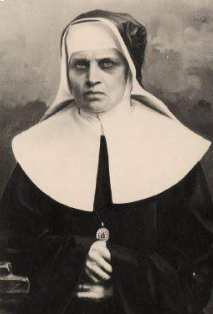
Eufemie Němcová (1814–1889), generální představená řádu v českých zemích.

Kongregace Milosrdných sester svatého Karla Boromejského (latinsky Sorores Misericordiae Sancti Caroli Borromei; SMCB), zkráceně označovaná boromejky nebo sestry boromejky, je ženská katolická kongregace papežského práva soustřeďující se na péči o nemocné, chudé a lidi na okraji společnosti.

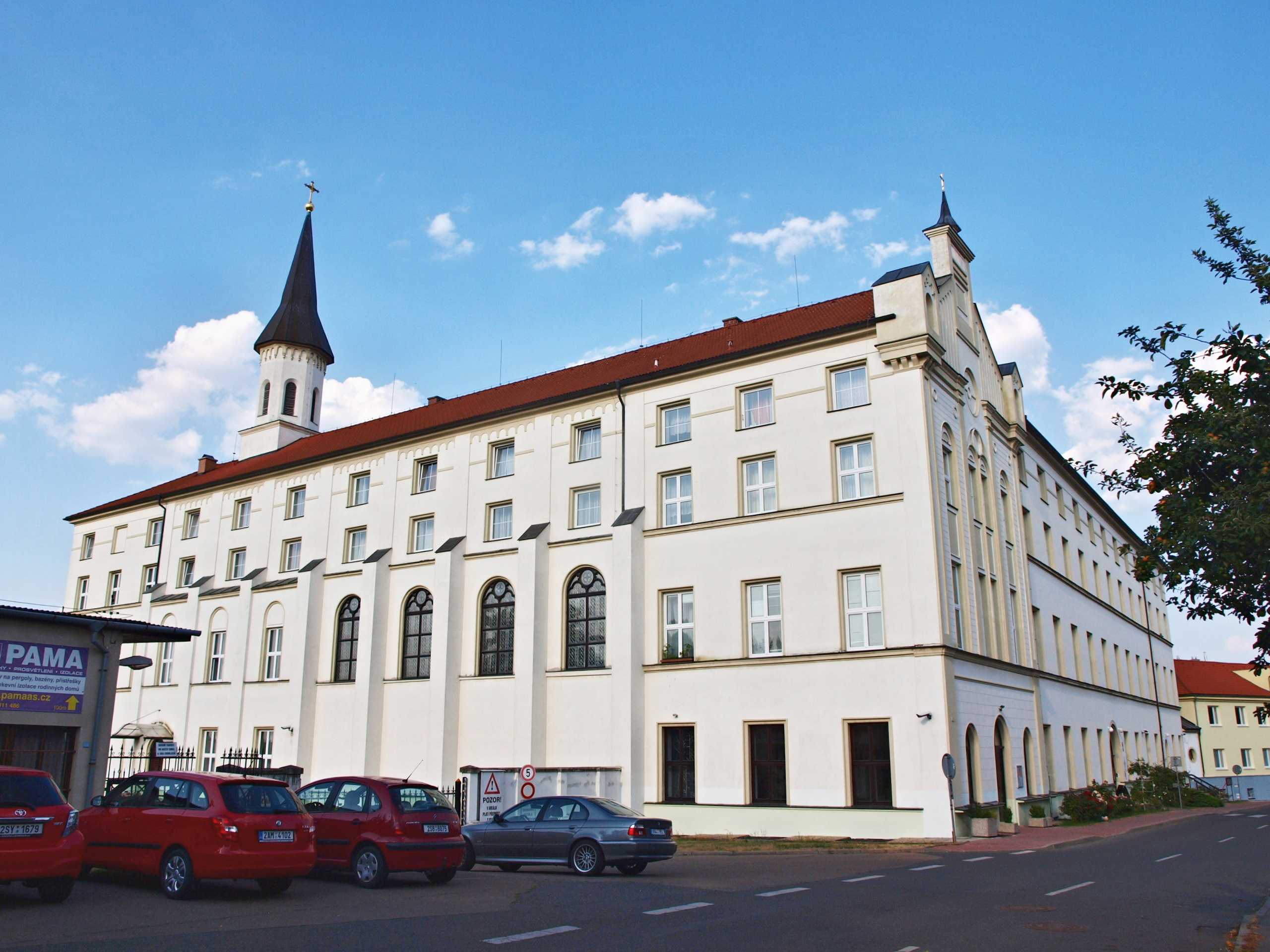
Domov svatého Karla Boromejského v Praze-Řepích

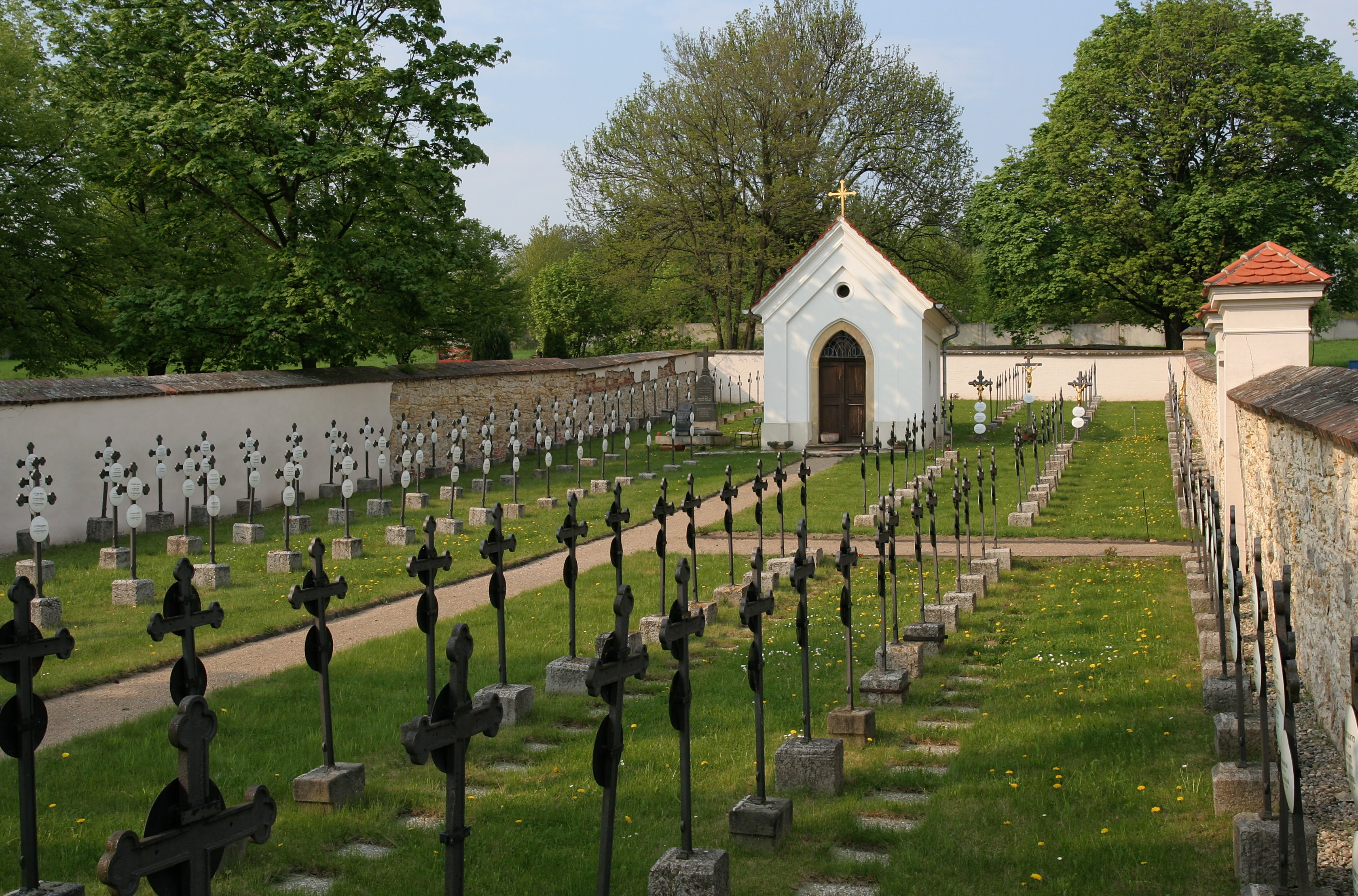
Hřbitov sester boromejek v Řepích

## Historie
Kongregace byla ustavena roku 1679 z Domu milosrdenství (Maison de la Charité) založeného v červnu roku 1652 ve francouzském městě Nancy Emmanuelem Chauvenelem jako posmrtná pocta jeho synovi Josefu Chauvenelovi (1620–1651), který roku 1651 zemřel na mor. První komunitu tvořilo pět sester. Řád dostal svůj název na památku arcibiskupa milánského a kardinála Karla Boromejského z italského šlechtického rodu Borromejských, který byl pro svoji obětavost ve prospěch nemocných a chudých prohlášen za svatého.
V českých zemích řád působí od roku 1837, kdy do Prahy přišly české, německé a lotrinské sestry, které noviciát absolvovaly ve Francii. Celý řád má sedm samostatných kongregací, z nichž jedna kongregace se sídlem v Praze byla potvrzena papežem Řehořem XVI. v roce 1841.

### Organizace a větvení
Celosvětové údaje z 30. let 20. století uvádějí, že Kongregace roku 1859 obdržela papežské potvrzení regulí. Měla pět samostatných větví, v jejichž čele je vždy generální mateřinec. První generální představenou řádu byla Němka Xaveria Rudlerová (1811–1886).
Před II. vatikánským koncilem byl řádovým oděvem: černý přepásaný hábit se širokými rukávy, medailon na prsou, bílý vpředu otevřený límec a černý čepec s bílým podkladem.
- Kongregace v Nancy byla mateřincem, první a původní organizací, ustavenou roku 1679 [1]rozšířením činnosti Domu milosrdenství z roku 1652, který byl při tamním hospitalu sv. Karla Boromejského a sloužil nemocným při morové epidemii. Kongregace přijala regule salesiánek, které zpracoval premonstrátský opat Epiphanius Louys, a byly potvrzeny biskupem. Během 18. století se její domy rozšířily také do diecézí Saint-Dié a Verdun.

- Za Velké francouzské revoluce byla francouzská kongregace boromejek na 14  let potlačena, roku 1804 nově konstituována a v roce 1859 potvrzena papežem Piem IX. Kongregace měla kolem roku 1930 asi 150 klášterů s 2000 sestrami.

- Další kongregace v Trevíru byla ustavena roku 1849, a papežem potvrzena roku 1872. Kolem roku 1930 měla asi 60 klášterů se 1400 sestrami v Nizozemsku, Lucembursku a Belgii.

- Pražská kongregace byla založena roku 1837 také z Nancy [2] pro pražský ústav slepců, a brzy se stala jednou z nejpočetnějších a nejvýznamnějších ženských řeholí v Českých zemích. Boromejky byly do Prahy povolány synem zakladatele ústavu Pavlem Aloisem Klarem, rodákem z Úštěka a gymnazijním profesorem. Na formaci první komunity se podílel kněz Hermann Dichtl. Roku 1841 byla kongregace potvrzena papežem Řehořem XIV. Měla tři provincie: severní a jižní v Čechách a rakouskou v Horních a Dolních Rakousích. Roku 1930 měla 112 domů a 1254 sester. Mateřský dům sv. Karla Boromejského s kostelem byl zřízen v Praze na Malé Straně v zahradě Pod Petřínem v letech 1842–1853[3]. V letech 1862–1948 kromě své zdravotní a charitativní činnosti provozoval Obecnou a měšťanskou dívčí školu se sídlem v Úvoze 9.[4]

- Kongregace v Třebnici (Dolní Slezsko) – byla založena roku 1848 v Nise, roku 1857 potvrzena, od roku 1871 měla mateřinec svaté Hedviky v Třebnici. V roce 1930 měla 291 domů a 2 811 sester – 4 provincie: německá, polská (provinční dům – Polský Těšín), česká (provinční dům Albrechtice/Olbersdorf) – 40 domů, 366 sester a orientální (Jeruzalém, Káhira atd.) – 5 domů a 183 sester.

- Kongregace v Maastrichtu byla založena roku 1837 a byla činná i v misiích, například v tehdejší nizozemské kolonii na Jávě. Měla 55 domů a 750 sester.

### Pražská kongregace po II. světové válce v Českých zemích
Za druhé světové války nebyla činnost kongregace příliš narušena. Šlo o národnostně smíšený řád (asi jedna třetina z 1236 sester byla německé národnosti), a proto nebylo na rozdíl od některých jiných Kongregací požadováno rozdělení komunity. Sestry se dál staraly o nemocné a trpící. V řadě případů skrývaly ve svých klášterech a nemocnicích pronásledované lidi a partyzány. Po pádu nacismu se výrazně podílely na péči o vězně z koncentračních táborů.
Německá národnost části sester se stala komunistům a církvi nepřátelským úředníkům záminkou pro perzekuci kongregace bezprostředně po ukončení války. Úřady řízené komunisty protizákonně zabraly mnohá zařízení řádu. Vydány zpět byly většinou až po několikaměsíčních soudních sporech, v některých případech se komunisty ovládaná místní správa vzepřela i pravomocným soudním rozhodnutím. Kongregace též silně utrpěla tím, že prakticky všechny sestry německé národnosti byly odsunuty, kvůli čemuž musely být některé instituce spravované řádem zrušeny, protože nebyl dostatek sester na jejich provozování.
Po únoru 1948 perzekuce zesílila. Postupně byla zabírána různá zařízení a sestry, které pracovaly v nemocnicích nebo školách, dostávaly postupně výpovědi. Na počátku 50. let dosáhlo rušení zařízení řádu masového charakteru a sestry začaly být vyřazovány ze společnosti a bez jakýchkoliv zákonných podkladů je úřady sestěhovávaly do internačních klášterů. Stát si též vyžádal seznamy sester s uvedením jejich zařazení (představená, sestra se sliby a novicka). Jelikož představená kongregace podezřívala stát, že chce zakázat novickám skládat řeholní sliby a vstupovat do řad kongregace (případy ostatních řádů ukazují, že podezření bylo velmi odůvodněné), rozhodlo vedení kongregace na její popud, že všem novickám bude povoleno okamžité složení řádných slibů bez splnění obvyklých čekatelských podmínek (tento krok je považován za jeden ze zásadních důvodů jejího pozdějšího odsouzení a neobvykle vysokého trestu).
Kromě obvyklé internace a šikany týkající se celé kongregace bylo 22 sester uvězněno. Stát znemožňoval veřejné působení sester i přijímání novicek, což vedlo k úbytku členek kongregace (v roce 1948: 1053 sester, v roce 1957: 835 sester). V roce 1961 již nesměla žádná ze sester sloužit v nemocnici. Perzekuce kongregace pokračovala (kromě krátkého uvolnění v roce 1968) až do sametové revoluce v roce 1989, po které byly kongregaci navráceny některé objekty a sestry se mohly vrátit ke své obvyklé činnosti. Beuronskou kapli v Teplicích sestrám vyzdobili benediktini z Beuronu

## Provozované domy a zařízení
V někdejším Československu řádu patřilo 120 objektů, včetně kaple v Teplicích, bývalého kláštera kongregace sester boromejek, která dnes patřící tamnímu gymnáziu. V současnosti jsou to tyto:
- Dům svaté Notburgy – hlavní klášterní dům, tzv. mateřinec) řádu, s kaplí sv. Notburgy; původně Šporkův palác, po roce 1852 dívčí sirotčinec. je také sídlem generální představené Kongregace Milosrdných sester svatého Karla Boromejského (Praha 1, Janský vršek čp. 321/III)
- Řeholní dům Povýšení sv. Kříže – klášterní dům kombinovaný s ubytovnou pro zaměstnance Nemocnice Milosrdných sester sv. Karla Boromejského, část objektu pronajata základní škole
- Nemocnice Milosrdných sester sv. Karla Boromejského – pacienty vyhodnocena v roce 2006 jako nejlepší nemocnice (Praha 1)
- Domov sv. Karla Boromejského – péče o dlouhodobě nemocné a staré lidi, zaměstnávání a vzdělávání vězeňkyň (Praha-Řepy)
- Dům sv. Antonína – klášterní dům + pečovatelské zařízení pro staré a dlouhodobě nemocné (Moravské Budějovice)
- Charitní domov Kongregace Milosrdných sester sv. Karla Boromejského – domov pro staré a nemocné sestry (Město Albrechtice)
- Charitní domov Znojmo – Hradiště byl ve 21. století klášter/domov pro staré sestry, sestry vypomáhaly ve stacionáři pro matky v tísni a v pastoraci. Zrušen v září 2007, většina osazenstva odešla do Albrechtic
- Dům otevřených dveří a srdcí (Pustkovec) – klášter (Ostrava-Poruba)
- Neumanneum – klášter, spolupracuje s domovem důchodců (Prachatice)
- Klášter milosrdných sester sv. Karla Boromejského v Brně, Údolní ulici 35 (dříve Švábky) s dívčí školou a domem pro seniory působil v letech 1864–1950; první krok k jeho likvidaci znamenalo vybombardování budov včetně kaple roku 1944, 3. listopadu 1946 brněnský biskup Karel Skoupý posvětil základní kámen nového charitativně sociálního ústavu, do roku 1948 z něj byl postaven pouze internát a roku 1950 celá komunita zrušena. V roce 2015 byla obnovena alespoň Boromejská zahrada se sochou Panny Marie v grottě, které od té doby slouží školám i veřejnosti.[6]

- Sestry též vedou zázemí Nepomucena, české papežské koleje v Římě, mají v něm svůj dům s kaplí, kuchyň a ubytovací zařízení.

Sestry působí na Slovensku od 1.11.2015 v Nitře. Předtím působily v Piešťanech od roku 1925 do násilného rušení řádů v roce 1950.

## Generální představené Kongregace
neúplný seznam
1. Marie Terezie Helvigová (1846–1852)
2. Marie Eufemie Němcová (1852–1889?)

- Klementina Zaunmüllerová (? –1945)
- Žofie Bohumila Langrová (1945–1970)
- Marie Vojtěcha Hasmandová (1970–1988)
- Marie Inviolata Krupková (1988–1994)
- Marie Remigie Češíková (1994–2000)
- Bohuslava Marie Kubačáková (2000–2018)
- Ancilla Anna Doležalová (od roku 2018)[7]